# Saint-Martin-d’Ablois
Saint-Martin-d’Ablois település Franciaországban, Marne megyében. Lakosainak száma 1355 fő (2022. január 1.). Saint-Martin-d’Ablois Boursault, Le Baizil, Brugny-Vaudancourt, Épernay, Festigny, Œuilly és Vinay községekkel határos.

## Népesség
A település népessége az elmúlt években az alábbi módon változott:
| Lakosok száma | 1035 | 1221 | 1431 | 1457 | 1456 | 1450 | 1426 | 1407 | 1387 | 1355 |
|               | 1968 | 1982 | 1990 | 2006 | 2013 | 2015 | 2017 | 2019 | 2020 | 2022 |